# Betpakdalita-NaNa
La betpakdalita-NaNa és un mineral de la classe dels fosfats, que pertany al grup de la betpakdalita. Rep el nom pel desert de Betpakdala, al Kazakhstan, on es troba la localitat tipus del mineral que dona nom al grup.

## Característiques
La betpakdalita-NaNa és un molibdat de fórmula química [Na₂(H₂O)16Na(H₂O)₆][Mo₈As₂Fe₃3+O33(OH)₄]. Va ser aprovada com a espècie vàlida per l'Associació Mineralògica Internacional l'any 2011. Cristal·litza en el sistema monoclínic. La seva duresa a l'escala de Mohs és 3.

## Formació i jaciments
Va ser descobert a la zona d'oxidació superior de la mina de Chuquicamata, un dipòsit de coure porfíric, on sol trobar-se associada a altres minerals com: topazi, escorodita, quars, leightonita, jarosita i goethita. La mina està situada a la localitat de Chuquicamata, a la província d'El Loa, dins la regió d'Antofagasta (Xile), i es tracta de l'únic indret de tot el planeta on ha estat descrita aquesta espècie mineral.